# Ambassade de France au Togo
L'ambassade de France au Togo est la représentation diplomatique de la République française auprès de la République togolaise, située à Lomé, la capitale du pays, et son ambassadeur est, depuis 2022, Augustin Favereau (d).

## Ambassade
L'ambassade est située 13 avenue Mama Fousséni, à proximité de l'avenue du Golfe, à Lomé. La section consulaire se trouve avenue Charles de Gaulle.

## Ambassadeurs de France au Togo
| De   | À    | Ambassadeur               |
| ---- | ---- | ------------------------- |
| 1960 | 1964 | Henri Mazoyer             |
| 1964 | 1969 | Claude Rostain            |
| 1969 | 1970 | Henri Langlais            |
| 1970 | 1975 | Jean-Pierre Campredon     |
| 1975 | 1978 | Louis Roudié              |
| 1978 | 1981 | Bertrand Desmazières      |
| 1981 | 1982 | Jean-Marc Voelckel        |
| 1982 | 1985 | Michel Chatelais (de)     |
| 1985 | 1991 | Georges-Marie Chenu (d)   |
| 1991 | 1992 | Bruno Delaye              |
| 1992 | 1995 | Jean-Michel Gaussot (d)   |
| 1995 | 1999 | Régis Koetschet (d)       |
| 1999 | 2003 | Jean-François Valette (d) |
| 2003 | 2007 | Alain Holleville (d)      |
| 2007 | 2011 | Dominique Renaux (d)      |
| 2011 | 2014 | Nicolas Warnery (d)       |
| 2014 | 2017 | Marc Fonbaustier          |
| 2017 | 2020 | Marc Vizy (d)             |
| 2020 | 2022 | Jocelyne Caballero (d)    |
| 2022 | auj. | Augustin Favereau (d)     |

## Consulat

### Communauté française
Au 31 décembre 2016, 2 588 Français sont inscrits sur les registres consulaires au Togo. Ils sont majoritairement établis à Lomé.
| 2001  | 2002  | 2003  | 2004  |
| ----- | ----- | ----- | ----- |
| 2 561 | 2 694 | 2 956 | 2 893 |

| 2005  | 2006  | 2007  | 2008  |
| ----- | ----- | ----- | ----- |
| 2 697 | 2 764 | 2 764 | 2 833 |

| 2009  | 2010  | 2011  | 2012  |
| ----- | ----- | ----- | ----- |
| 2 763 | 2 858 | 3 007 | 2 971 |

| 2013  | 2014  | 2015  | 2016  |
| ----- | ----- | ----- | ----- |
| 2 855 | 2 806 | 2 740 | 2 588 |

### Circonscriptions électorales
Depuis la loi du 22 juillet 2013 réformant la représentation des Français établis hors de France avec la mise en place de conseils consulaires au sein des missions diplomatiques, les ressortissants français d'une circonscription recouvrant le Ghana et le Togo élisent pour six ans trois conseillers consulaires. Ces derniers ont trois rôles : 
1. ils sont des élus de proximité pour les Français de l'étranger ;
2. ils appartiennent à l'une des quinze circonscriptions qui élisent en leur sein les membres de l'Assemblée des Français de l'étranger ;
3. ils intègrent le collège électoral qui élit les sénateurs représentant les Français établis hors de France.

Pour l'élection à l'Assemblée des Français de l'étranger, le Togo appartenait jusqu'en 2014 à la circonscription électorale de Lomé, comprenant aussi le Bénin, le Ghana et le Nigeria, et désignant deux sièges. Le Togo appartient désormais à la circonscription électorale « Afrique occidentale » dont le chef-lieu est Dakar et qui désigne quatre de ses 26 conseillers consulaires pour siéger parmi les 90 membres de l'Assemblée des Français de l'étranger.
Pour l'élection des députés des Français de l’étranger, le Togo dépend de la 10e circonscription.